# Жан-Жак Руссо
Жан-Жак Руссо́ (фр. Jean-Jacques Rousseau фр.: [ʒɑ̃ʒak ʁuso]; 28 червня 1712, Женева — 2 липня 1778, Ерменонвіль, поблизу Парижа) — женевський франко-швейцарський філософ-просвітник, письменник, композитор.

## Біографія
Жан-Жак Руссо народився 28 червня 1712 в Женеві в родині годинникаря. Женева у ті часи була незалежним містом-державою, центром кальвінізму. Мати хлопця померла через дев'ять днів після пологів. Жан-Жак та його брат Франсуа виховувалися батьком та його сестрою, тіткою Сюзанною.
Коли Жану-Жаку було десять, його батько, завзятий мисливець, був звинувачений у браконьєрстві багатим землевласником. Щоб уникнути вироку, він перебрався у Ніон, забравши з собою тітку Сюзанну. Незабаром він одружився вдруге, і надалі мало піклувався про сина. Жан-Жак залишився з дядьком з материнського боку, який відправив хлопця разом із своїм власним сином на навчання до кальвіністського пастора в село неподалік від Женеви. У пастора хлопці навчилися трохи математики та малювання. Релігійна відправа завжди глибоко зворушувала Руссо, і деякий час він мріяв про те, щоб стати священиком.

### Втеча із Женеви
Майже вся інформація про юність Руссо відома з його власної «Сповіді», в якій хронологія подій дещо заплутана. У тринадцять Жан-Жак почав працювати і навчатися ремеслу спочатку в нотаріуса, потім у гравера, який його бив. У п'ятнадцять років хлопець утік із Женеви. Це сталося 14 березня 1728, коли він повернувся до міста й виявив, що міські ворота замкнені у зв'язку з воєнним станом. Жан-Жак помандрував у Савою, де знайшов притулок у католицького священика, який познайомив його з двадцятидев'ятирічною Франсуазою-Луїзою де Варан. Вона була жінкою шляхетного походження, яка проживала окремо від чоловіка. Король П'ємонту платив їй за навернення протестантів у католицизм. Жана-Жака відіслали в столицю Савої, Турин, з метою завершити навернення. Як наслідок, він повинен був відмовитися від женевського громадянства, хоча пізніше знову перейшов у кальвінізм і відновив свій статус.
Приймаючи католицизм, де Варан і Руссо, мабуть, реагували на строгість кальвіністського переконання в тому, що людина "жалюгідний грішник, народжений зіпсованим, схильний до зла, нездатний сам по собі на добро. За своїми переконаннями де Варан була схильна деїзму, і католицька концепція пробачення гріхів імпонувала їй.
Руссо змушений був піклуватися про себе сам, оскільки батько й дядько від нього практично відмовилися. Він працював слугою, секретарем, учителем, перебираючись з одного міста до іншого в Італії та Франції. Протягом цього часу він час від часу жив у де Варан, яку він ідеалізував і називав своєю «мамою». Де Варан намагалася знайти для нього фах, і організувала йому уроки музики. Певний час Руссо навчався в семінарії з наміром стати священиком. Коли Руссо виповнилося двадцять, вони з де Варан стали коханцями. При цьому вона мала інтимні стосунки ще й зі своїм слугою. Сексуальний аспект і життя утрьох бентежили Руссо, але він завжди вважав де Варан найбільшим у своєму житті коханням. Де Варан жила багато, мала велику бібліотеку, любила розваги й музику. Люди з її оточення, в основному католицькі священики, познайомили Руссо зі світом літератури та ідей. Руссо навчався охоче, хоча часто мав приступи іпохондрії. Він серйозно зацікавився філософією, математикою та музикою. Коли йому було двадцять п‘ять, він отримав невеликий спадок від матері й використав його частково, щоб повернути де Варан гроші, які вона витратила на нього. У двадцять сім він став учителювати в Ліоні.

### Перші роки в Парижі
У 1742 Руссо поїхав у Париж з метою представити Академії наук нову числову систему нотної нотації, яка, як йому вірилося, зробить його багатим. Система, за задумом зручна для типографії, записувала ноти в один рядок, вказуючи цифри, що відповідали музичним інтервалам, між ними, знаки пунктуації вказували на ритм. Академія відкинула його пропозицію, розцінивши систему як непрактичну, хоча його похвалили за добре знання предмета й заохотили до нових спроб.

З 1743 по 1744-ий Руссо обіймав почесну, але погану в матеріальному плані, посаду секретаря графа де Монтега, французького посла у Венеції. Саме в цей час у нього пробудилася любов до італійської музики, що тривала все життя: 
 Я приїхав із Парижа із притаманною тому місту упередженістю проти італійської музики; проте я отримав від природи чутливість і тонкість суджень, проти якої упередження безсиле. Незабаром я заразився тією силою почуття, через яку італійська музика надає натхнення усім тим, хто здатен відчувати її досконалість. Слухаючи баркароли, я відчув, що не знав раніше, що таке спів… —Сповідь.
 Роботодавець Руссо отримував кошти від уряду тільки із запізненням у рік, а тому платив своїм людям нерегулярно. Після 11 місяців такої роботи, Руссо покинув її, і цей досвід затвердив у ньому глибоку недовіру до будь-якої урядової бюрократії.
Повернувшись до Парижа, Руссо, без шеляга в кишені, став коханцем гарненької модистки Терези Левассер, яка змушена була тримати на собі матір і численних безпутних братів та сестер. Спочатку Руссо та Тереза не жили разом, хоча потім Руссо взяв її з матір'ю до себе як служниць. На нього також ліг тягар підтримки родини. «Сповідь» розповідає про те, що перш ніж переїхати до Руссо, Тереза народила від нього сина і ще чотирьох дітей. Незалежного підтвердження кількості дітей нема. Руссо пише, що переконав Терезу віддати новонароджених у притулок заради своєї «честі». «Її матір боялася незручностей, пов'язаних із дитиною, і прийшла мені на допомогу, тож вона [Тереза] дозволила себе переконати.» («Сповідь»). Притулки для немовлят були тогочасною реформою, запровадженою з метою врятувати численних дітей, яких полишали на вулицях Парижа. Дитяча смертність у ті часи була дуже високою — близько 50 %, значною мірою тому, що батьки відсилали своїх дітей до годувальниць. Але смертність у притулках, які теж відсилали дітей до годувальниць, була ще гіршою, і більшість відданих туди дітей помирало. Через десять років Руссо поцікавився долею свого сина, але жодних записів знайти не вдалося. Коли Руссо став знаменитим теоретиком виховання дітей, його критики, зокрема Вольтер та Едмунд Берк, використали той факт, що він покинув власних, для нападок ad hominem. За іронією долі порада Руссо матерям вигодовувати дітей власним молоком, за що ратував французький натураліст Жорж-Луї Леклерк, мабуть, врятувала тисячі немовлят.
У Парижі Руссо заприятелював із філософом Дені Дідро і, починаючи в 1749 з музичних статей, чимало написав для «Енциклопедії», яку Дідро видавав разом із д'Аламбером. Найзнаменитіші з цих статей присвячені політичній економії.
Ідеї Руссо були результатом уявної суперечки із мислителями минулого, часто профільтровані розмовами з Дідро. Геній Руссо проявлявся в оригінальному способі викладу, ніж в оригінальності власного мислення. У 1749 Руссо щодня відвідував Дідро у Венсаннській фортеці, куди того запроторили за погляди, викладені в «Листах про сліпих», серед яких відчувалися натяки матеріалізму, віри в атоми та природний відбір. У той час Руссо довідався, що Діжонська академія проводить конкурс на твір тему про те, чи розвиток мистецтва й науки приносять користь людській моралі. Руссо згадує, що дорогою до Венсанну (це приблизно три милі від Парижа) до нього прийшла думка про те, що мистецтва й науки винні в моральній деградації людства, від природи доброго. За словами Дідро, які він написав значно пізніше, Руссо спочатку збирався дати традиційну відповідь на запитання, але розмова з Дідро переконала його, що треба надіслати парадоксально негативну відповідь. Ця відповідь привернула до нього увагу громадськості. Есе Руссо 1750 року «Розмірковування про мистецтва й науки» отримало перший приз на конкурсі й здобуло відомість.
Руссо продовжував заняття музикою, і в 1752-му його комічна опера «Сільський чарівник» була поставлена перед королем Людовиком XV. Королю вона дуже сподобалася, і він запропонував автору пожиттєву пенсію. Руссо відмовився від цієї честі, й за ним пішла слава людини, яка погордувала королівським даром. Він відмовився ще від кількох вигідних пропозицій, іноді з різкістю, що межувала з грубістю, що ображало людей і створювало проблеми. Того ж року відбулася постановка в Парижі опери «Служниця-пані» Перголезі трупою італійських музикантів. Це призвело до сварки буфонів між прихильниками французької та італійської музики. Руссо виступив як прихильник італійської музики проти Жана-Філіппа Рамо та інших. Як наслідок він написав «Листа про французьку музику».
У 1754 році Руссо повернувся в Женеву, й знову перейшов у кальвінізм, відновивши своє женевське громадянство. У 1755 він завершив свою другу велику роботу: «Міркування про походження та основи нерівності між людьми», в якій розвивав ідеї, висловлені в «Міркуваннях про мистецтва й науки».

### Розрив із енциклопедистами
Руссо закохався в 25-річну Софі д'Удето, яка частково послужила йому натхненням для епістолярного роману Жулі, або нова Елоїза. Іншим джерелом твору був його зв'язок з мадам де Варан часів ідилічної молодості. Софі була кузиною і гостею мадам д'Епіне, до якої Руссо ставився доволі прагматично, а після використання і розриву стосунків — різко. Його дратували її вимоги з'являтися, коли їй заманеться. Не подобалися йому також нещирі розмови й дріб'язковий атеїзм енциклопедистів, з якими він зустрічався за її столом. Ображені почуття призвели до сварки між Руссо, мадам д'Епіне, її коханцем, філологом Гріммом та спільним другом Дідро, який виступив проти Руссо на боці господарів. Пізніше Дені Дідро описував Руссо як «лицемірного, марнолюбного, як дідько, невдячного, жорстокого й дикого… Він висмоктував з мене ідеї, сам їх використовував, а потім ще й зневажав мене».
Сварка Руссо з енциклопедистами збіглася з написанням трьох значних творів, у кожному з яких він підкреслював палку віру в духовне походження людської душі та всесвіту, заперечуючи матеріалістам Дідро, Ламетрі та Гольбаху. В цей час заступниками Руссо були герцог Люксембурзький та принц де Конті, найбагатші й наймогутніші вельможі Франції. Їм подобався Руссо та його здатність розмовляти на будь-яку тему, а, крім того, вони використовували його для того, щоб насолити королю Людовику XV та політичній фракції, що групувалася навколо королівської фаворитки мадам де Помпадур. Але навіть зі своїми покровителями Руссо заходив надто далеко, ризикуючи відлученням за критику відкупу податків, практики, яку вони використовували.
Сентиментальний роман Жулі, або нова Елоїза був оприлюднений у 1761 році й мав великий успіх. Мальовничі описи краси швейцарської природи зачіпали сентиментальні струни в душі читачів й, можливо, стали причиною моди 19 століття на швейцарські краєвиди. Наступного року, в квітні, Руссо оприлюднив Про суспільну угоду, або принципи політичного права. Навіть його друг Антуан-Жак Рустан був змушений написати ввічливе заперечення розділу, що стосувався цивільної релігії, зауваживши, що концепція християнської республіки парадоксальна, оскільки християнство вчить покорі, а не участі в громадських справах. У Руссо вистачило вирозуміння, щоб допомогти Рустану знайти видавця для його заперечення.
У травні Руссо оприлюднив книгу Еміль, або Про виховання. Остання її частина, Сповідання віри савойського кюре мала на меті захист релігійних вірувань. Руссо вибрав промовцем католицького кюре скромного походження, що на ті часи було сміливою інновацією. Священник притримувався переконань социніанства. Оскільки цей напрямок думки відкидав перворідний гріх та одкровення, обурилися як католики, так і протестанти. Більш того, Руссо відстоював думку, що будь-яка релігія однаково гідна, якщо вона веде до благочестя, тож людям слід притримуватися тієї віри, в якій вони були виховані. Його виголошений релігійний індиферентизм став наслідком того, що книги Руссо були заборонені як у Франції, так і в Женеві. Його публічно засудив паризький архієпископ, книги були спалені, й був виписаний ордер на арешт. Колишні друзі Руссо на зразок Жакоба Верна з Женеви не могли стерпіти його поглядів й написали палкі заперечення.
Приязний спостерігач, шотландський філософ Девід Г'юм, «зовсім не здивувався, коли почув, що книги Руссо заборонені в Женеві та інших краях». На думку Г'юма Руссо, «не мав завбачливості, щоб накинути покривало на свої почуття; і, нехтуючи прикриттям своєї зневаги щодо утверджених думок, йому не доводиться дивуватися, що всі зелоти підняли на нього зброю. Свобода преси не настільки забезпечена в будь-якій країні… щоб не зробити дещо небезпечною таку відверту атаку на популярні упередження». Руссо, який думав, що захищає релігію, відчував себе розчавленим. Змушений рятуватись від арешту, він за сприяння герцога Люксембурзького та принца де Конті перебрався до кантону Невшатель, який перебував під протекторатом прусської корони. Впливові покровителі не тільки допомогли йому втекти, а й сприяли розповсюдженню у Франції заборонених книг. Книги були надруковані в Голландії видавником Марком-Мішелем Реєм і пересилалися замаскованими під інші книги з фальшивими палітурками й титульними сторінками.
Руссо зупинився в місті Мотьєр під покровительством лорда Кейта, місцевого представника ліберального прусського короля Фрідріха Великого. Там він написав у 1765, Конституційний проект для Корсики. 6 вересня 1765 року будинок, у якому мешкав Руссо, закидали камінням, і Руссо знайшов притулок у Г'юма в Британії. Г'юм знайшов для нього помешкання в Стаффордширі. Ні Тереза, ні Руссо не зуміли вивчити англійську чи заприятелювати з кимось. До ізольованого від громадського життя Руссо, не дуже стабільного емоційно в будь-яку пору свого життя, почали приходити параноїдальні фантазії про змови проти нього з боку Г'юма та інших. «Він просто божевільний, після того як довго був з привітом», писав Г'юм у листі до друга. Лист Руссо до Г'юма, в якому він висловлював свої претензії, спричинив обмін звинуваченнями, опублікований у Парижі й сприйнятий тогочасною публікою з великим інтересом до скандалів.

### Повернення до Франції

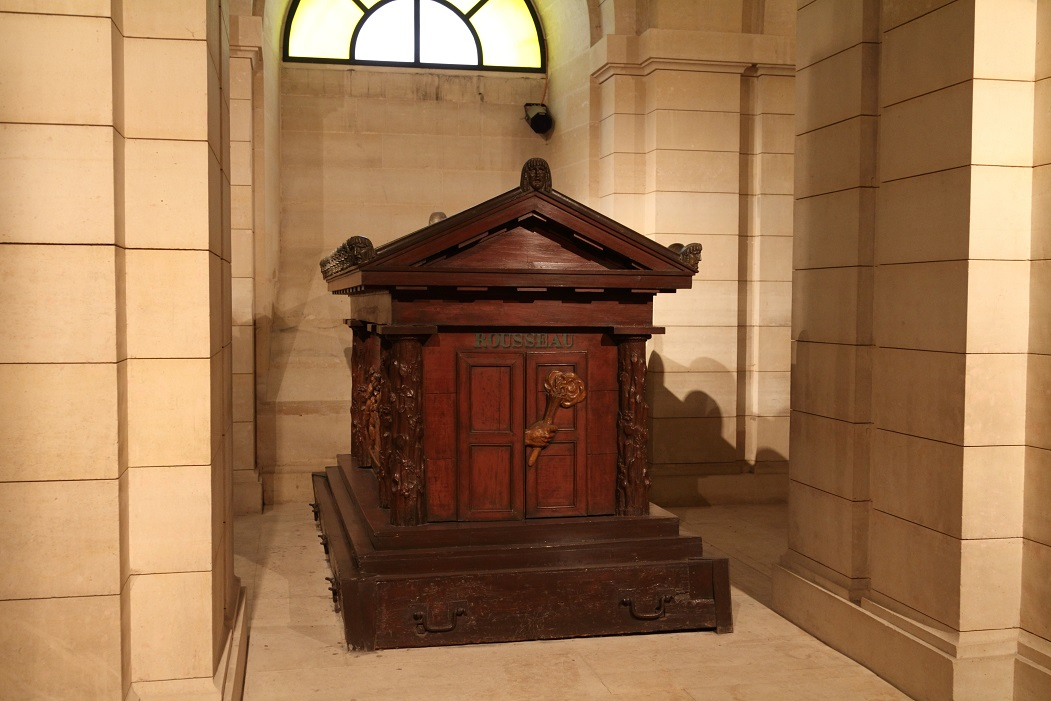
Труна Руссо в паризькому Пантеоні

Хоча до 1770 року Руссо було заборонено перебувати на території Франції, Руссо повернувся у 1767 році під фальшивим ім'ям. У 1768 році він, наче, одружився із Терезою, хоча одруження католиків із протестантами тоді не визнавалися. Раніше Руссо завжди називав Терезу економкою. У 1770 року йому дозволили повернутися в Париж. Умовою повернення була обіцянка не публікувати книг, але, завершивши Сповідь, Руссо почав влаштовувати приватні читання. На прохання мадам д'Епіне, яку бентежила можливість розкриття таємниць її особистого життя, поліція наказала йому припинити цю практику, тож Сповідь була частково опублікована тільки в 1782, через чотири роки після смерті автора. Всі наступні книги теж вийшли друком посмертно.

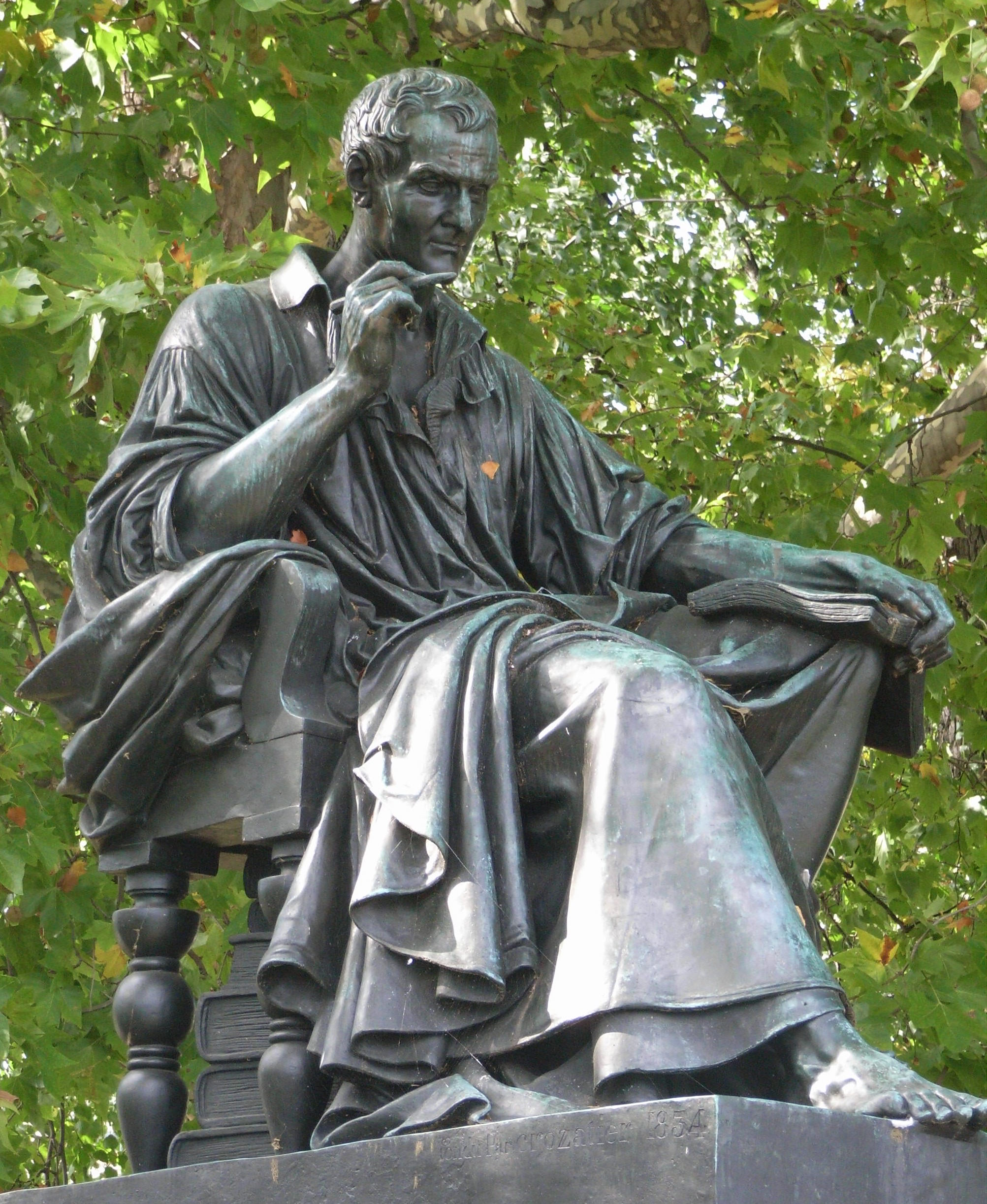
Статуя Руссо на острові Руссо в Женеві

У 1772 році у Руссо попросили рекомендацій щодо нової конституції Речі Посполитої, і він відгукнувся написанням своєї останньої політичної праці: Міркування щодо уряду Польщі. У 1776 році він завершив Діалоги: Руссо суддя Жана-Жака й почав працювати над Мріями самотнього мандрівника. Для матеріальної підтримки він знову став переписувати музику, а у вільний час вивчав ботаніку.
Руссо був знаменитістю, але хиткий психічний стан не давав йому насолодитися славою. Останні роки життя він провів, свідомо відійшовши від суспільства. У той же час він радо прийняв дружбу композитора Ґлюка в 1774 . Одним із останніх творів Руссо був захоплений аналіз опери Ґлюка Альцеста.
Руссо помер від крововиливу в мозок під час прогулянки маєтком маркіза Рене Луї де Жірардена в Ерменонвілі.
Спочатку його поховали в Ерменонвілі на Острові Тополь, який став місцем паломництва численних шанувальників. Через шістнадцять років, його прах перенесли в Пантеон і поставили навпроти труни його сучасника Вольтера. Труна Руссо має форму простого сільського храму з барельєфом, на якому зображена рука зі смолоскипом свободи. За задумом це відображає любов Руссо до природи та класичної античності. В 1834 році уряд Женеви дещо неохоче (завдяки наполегливості Жана Жака де Селлона) поставив пам'ятник на його честь на крихітному острові Берж (згодом перейменовано на острів Руссо) посеред Женевського озера. Сьогодні жителі Женеви пишаються ним, як найславетнішим сином міста.

## Ідейна спадщина
Руссо був виразником ідей нового класу тогочасної Франції — дрібних буржуа.

### Жан-Жак Руссо про законодавчу та виконавчу владу
Виведена Руссо концепція суспільного договору висловлює загалом ідеальні його уявлення про державу і право. Основна думка полягає в тому, що тільки встановлення держави, політичних відносин і законів, що відповідають його концепції суспільного договору, може виправдати, з погляду розуму, справедливості і права — перехід від природного стану до цивілізації. 
У своїй ідеалізованій конструкції народного суверенітету Руссо відкидає вимоги будь-яких гарантій захисту прав індивідів у їхніх взаємовідносинах із державною владою. Відповідні гарантії, згідно з Руссо, потрібні проти підданих, щоб забезпечити виконання ними своїх зобов'язань перед сувереном. Звідси, на думку Руссо, і виникає необхідність примусового моменту у відносинах між державою і громадянином. 
У цілому суспільна угода, за словами Руссо, дає політичному організму (державі) необмежену владу над усіма його членами. Цю владу, спрямовану спільною волею, він і іменує суверенітетом. За змістом концепції Руссо, суверенітет єдиний, і мова взагалі може і повинна йти про один-єдиний суверенітет — суверенітет народу. При цьому під «народом» як єдиним носієм суверенітету Руссо маються на увазі всі учасники суспільного угоди (тобто доросла чоловіча частина всього населення, всієї нації), а не якийсь особливий прошарок суспільства (низи суспільства), як це стали трактувати згодом радикальні прихильники його концепції народного суверенітету.

### Жан-Жак Руссо про свободу і нерівність
У своїх роботах Ж.-Ж. Руссо висуває поняття природної людини — цілісної, доброї, біологічно здорової, морально чесної і справедливої. Природний стан, а не історична реальність, став робочою гіпотезою, яку Руссо видобуває з глибини своїх думок, бажаючи зрозуміти, яка частина цього людського багатства була пригнічена або згасла в процесі історичного розвитку суспільства.
У природному стані, за Руссо, немає приватної власності, всі вільні і рівні. Нерівність тут спочатку лише фізична, обумовлена природними відмінностями людей:
«… нерівність ледь помітна в природному стані і її вплив там майже мізерний, 
… Виникає вона і росте в зв'язку з послідовним розвитком людського розуму».
З появою приватної власності і соціальної нерівності, що суперечили природній рівність, починається боротьба між багатими і бідними. «Я помічаю двояку нерівність в людському роді: одна, яку я назву природною або фізичною, позаяк вона встановлена природою, полягає у відмінності віку, здоров'я, тілесних сил і розумових або душевних якостей. Інша ж може бути моральною або політичною, оскільки вона залежить від свого роду договору і встановлена або, принаймні, стала правомірною за згодою людей. Вона полягає в різних привілеях, якими одні користуються на шкоду іншим, ось, наприклад, що одні більш багаті, шановані і могутні, ніж інші, або навіть змушують їх коритися собі …».
Кажучи про свободу і рівність, Руссо в першу чергу має на увазі свободу від феодального поневолення і рівність громадян перед законом. Але на відміну від багатьох інших представників антифеодального руху, він наче вгадує, що свобода і рівність можуть стати реальністю в результаті докорінних перетворень не тільки в галузі правових відносин, але і в соціально-економічній сфері. Звідси такий загострений інтерес Руссо до принципу приватної власності, з виникненням якої він пов'язує зникнення первісних рівності і чистоти суспільних звичаїв: «Конкуренція і суперництво, з одного боку, а з іншого — протилежність інтересів і приховане бажання збагатитися на рахунок іншого — такі найближчі наслідки виникнення власності, такі невідлучні супутники породженої нею нерівності».
Нерівність, майже непомітна у природному стані, посилюється і зростає в залежності від розвитку наших здібностей та успіхів людського розуму і стає, нарешті, сильною і правомірною завдяки виникненню власності і законів. «Якщо ми простежимо за прогресом нерівності у зв'язку з цими різними переворотами, то побачимо, що виникнення законів і права власності було початковим пунктом цього прогресу, встановлення магістратури — другим, а третім, і останнім, — зміна правомірної влади, заснованої на свавіллі; так що різницю між багатим і бідним було узаконено першою епохою, відмінність між сильним і слабким — другою, а третьою — відмінність між паном і рабом. Це — останній ступінь нерівності, той переділ, до якого приводять всі інші, якщо тільки нові перевороти не знищать зовсім управління або не наблизять його до правомірної побудови».
Слідом за знищенням рівності пішли, за словами Руссо, «жахливі смути». Вихід з такого становища, інспірований доводами багатих і разом з тим обумовлений життєвими інтересами всіх, складався в угоді про створення державної влади та законів, яким би підпорядковувалися всі. Однак, втративши природну свободу, бідні не здобули свободи політичної. Створені шляхом договору держава й закони «наклали нові пута на слабкого і додали нових сил багатому, безповоротно знищили природну свободу, назавжди встановили закон власності і нерівності, і заради вигоди кількох честолюбців прирекли відтоді весь людський рід на працю, рабство і злидні».
Громадянське суспільство, яке приходить на зміну «природному станові», стає повним запереченням попереднього етапу історичного розвитку. В новому суспільстві зникла початкова рівність людей, з'явилися бідні й багаті, підвладні та пани. В громадянському суспільстві меншість отримала можливість жити за рахунок тяжкої та принизливої праці підкореного народу. Нерівність приватної власності, доповненої політичною нерівністю, як наслідок, призвели, на думку Руссо, до абсолютної нерівності при деспотизмі, коли щодо деспота всі рівні у своєму рабстві та безправ'ї.
Руссо не дав і не міг дати наукової відповіді на питання, як стався цей різкий перехід в історії людства. Примітно, однак, що головну причину історичного стрибка він шукає все ж в економічній сфері, у факті виникнення приватної власності.
Предметом запеклих нападок Руссо стала панівна феодальна форма власності. Обмежений умовами і поняттями часу, він не міг піднятися до вимоги повної ліквідації будь-якої приватної власності — цієї обов'язкової умови послідовної свободи і рівності. Руссо задовольнився лише дрібнобуржуазним принципом егалітаризму, тобто вимогою наділити всіх громадян більш-менш однаковою часткою приватної власності. Це були утопічні мрії, проте для свого часу вони носили прогресивний характер, висловлювали протест проти феодалізму і певною мірою віщували ідею суспільної власності на знаряддя і засоби виробництва, знищення на цій основі всіх форм поневолення людини людиною.

### Суспільно-політичні погляди і їхній вплив
У своїх працях «Міркування про походження і причини нерівності між людьми» (1755), «Про суспільний договір, або Принципи політичного права» (1762) та інші гостро критикував феодально-абсолютистський лад, закликав до боротьби проти деспотизму. Ідеалізуючи первісне суспільство, Руссо протиставляв сучасний йому суспільний лад щасливому життю в так званому «природному стані», коли всі люди були, на його думку, рівними й вільними. Причину виникнення нерівності вбачав у приватній власності, проте не виступав за цілковиту її ліквідацію, а висунув утопічну теорію зрівняльного розподілу приватної власності як засіб знищення поділу суспільства на багатих і бідних. Водночас, саме в економіці Руссо вбачав основу розвитку суспільства.
Будучи прихильником договірної теорії походження держави, Руссо вважав, що внаслідок змови між багатими державна влада узаконила приватну власність, узурпувала природні права народу, і висловив думку, що народ має право розірвати цей договір, тобто повстати, повалити владу, яка існує, й встановити народний суверенітет.
Взірцем держави Жан-Жак Руссо вважав невелику республіку і мріяв перетворити сучасні йому держави на своєрідну федерацію невеликих республік.
Суспільно-політичні погляди Руссо відіграли важливу роль в ідеологічній підготовці Французької революції 1789–1799 років; справили вплив на передових тогочасних і пізніших мислителів, у тому числі українських, серед яких Григорій Сковорода, Ян Козельський та інші.
Політичні партії вважав чужорідним елементом у державному ладі. Він стверджував, що громадяни підкоряються лише закону, в реалізації якого беруть участь голосуванням. Цього закону загального волевиявлення повинен дотримуватися кожний громадянин, приносячи в жертву свої особисті, групові, корпоративні інтереси. У факті існування політичних партій Руссо бачить загрозу існуванню загальній волі громадян. Тим не менше він не заперечує закономірності виникнення партій як результату досягнення певного рівня розвитку суспільних відносин, визнаючи утопічність думки про наявність у розвинутій людській спільноті лише загальної волі і про відсутність в ній приватних інтересів. Руссо вказував, що коли у демократичному суспільстві виникають політичні партії і приватні асоціації, то воля кожної з них стає загальною по відношенню до держави. Звідси він робить висновок, що в такому випадку голосуючих вже не стільки, скільки людей, а лише стільки, скільки асоціацій. Загалом Руссо був противником політичних партій. Він вважав, що у випадку, коли в державі існують і діють різні партійні угруповання, які здійснюють певний вплив на громадську думку і політичну волю, суспільні відмінності стають менш чисельними і дають менш узагальнений результат. Коли ж одна з цих асоціацій настільки велика, що виявляється сильнішою за інші, то результат є вже не сумою невеликих відмінностей, але єдиною відмінністю і тоді загальної волі не існує, й інтерес, який перемагає, є лише приватним інтересом. Руссо виступає проти існування єдиної партії в суспільстві (монопартії). Він вказував, що якщо в суспільстві існують приватні інтереси, то слід домагатися того, щоб всі вони були представлені відповідними партійними угрупованнями. Це потрібно для того, щоб загальна воля населення була усвідомленою і щоб народ не помилявся. Для Руссо в підході до політичних партій характерним є: 1) в державі взагалі не повинні існувати асоціації приватного характеру і в такому випадку громадяни залишаються ізольованими від держави; або 2) може існувати значна кількість різноманітних приватних асоціацій, які врівноважують одна одну і дають можливість визначати загальну волю і загальний інтерес.

### Філософські і наукові погляди Руссо
Руссо — прихильник деїзму. Заперечуючи церковне вчення про створення природи Богом, він водночас визнавав існування Бога, безсмертної душі. З позицій дуалізму Руссо вважав початком усіх природних явищ дух і матерію, причому матерію розглядав як пасивний початок, приписуючи активність Богові.
В теорії пізнання Руссо стояв на позиціях сенсуалізму. Мислитель піддав гострій критиці схоластику і релігійний фанатизм.

### Літературна діяльність
Жан-Жак Руссо писав поеми, вірші, комедії («Нарцис», 1753, «Військовополонені», опубліковано 1782), романи. Також є автором опер («Сільський чарівник», 1753), до яких створював лібрето та музику. В книзі «Еміль, або Про виховання» (1762) втілив свої педагогічні погляди.
В епістолярному романі «Юлія, або Нова Елоїза» (1761) засуджував станове суспільство, протиставляючи йому природне почуття любові. В автобіографічному романі «Сповідь» (опубліковано в 1782—89 роках) розповів про своє життя, духовні пошуки, переживання тощо.
Художні твори Руссо пробуджували гуманне ставлення до бідних, любов до природи, сприяли гармонійному розвитку особистості, виховували почуття громадянського обов'язку. Літературна діяльність Руссо викликала до життя течію русоїзму, близьку до сентименталізму.
Великий вплив Руссо мав на представників романтизму в літературі, зокрема українських. Так, український класик Іван Франко в статті «Влада землі в сучасному романі» й «Передньому слові» до «Перебенді» Тараса Шевченка писав про складний характер творів Руссо, підкреслював їхній вплив на молодого Шевченка, вказував на світовий резонанс його суспільних і естетичних ідеалів.

## Видання українською
- Жан-Жак Руссо. Про суспільну угоду, або принципи політичного права. Переклад з французької та коментарі: О. Хома. — Київ: Port-Royal, 2001. — 349 с. — ISBN 966-7068-06-4 (Філософські першоджерела).
- Жан-Жак Руссо. Сповідь. Переклад з французької: Володимир Верховень. — Київ: Техніка, 2013. — 634 c. — ISBN 978-966-575-218-9.
- (передрук) Жан-Жак Руссо. Сповідь. Переклад з французької: Володимир Верховень. — Харків: Фоліо; Київ: Інститут літератури ім. Т. Г. Шевченка НАН України, 2014. — 664 c. — ISBN 978-966-03-6688-6 (Бібліотека світової літератури).